# 11196 Michanikos
11196 Michanikos este un asteroid din centura principală de asteroizi.

## Descriere
11196 Michanikos este un asteroid din centura principală de asteroizi. A fost descoperit pe 22 ianuarie 1999 la Reedy Creek de John Broughton. Asteroidul prezintă o orbită caracterizată de o semiaxă mare de 2,75 ua, o excentricitate de 0,07 și o înclinație de 4,6° în raport cu ecliptica.